# 华庄战斗纪念碑
31°28′52″N 120°20′26″E / 31.48109°N 120.34049°E
华庄战斗纪念碑，是一个纪念抗日战争的战斗纪念碑，位于中华人民共和国江苏省无锡市滨湖区华庄街道育才路71号、华庄职业学校校园内。

## 历史沿革
1941年秋，日军扶植的东北独立自卫团张鹤亭部的一个连占领华庄，与周新镇的日军、南方泉的焦魂侠部配合，切断抗日游击队在无锡南部与苏州西部联系。1942年初，日伪军为阻止抗日武装活动，在沿太湖一带修筑竹篱笆，并在新安、华庄等地交通要道增设据点。1942年3月7日晚上，新四军独立第2团2营营长程铁瑛率四连与苏西人民抗日自卫军、太湖抗日游击支队联合潜入华庄。3月8日凌晨，部队攻克东南区独立自卫团华庄据点，俘虏50余人，缴获步枪60多支、机枪1挺。1991年6月，中共华庄镇党委、华庄镇政府在华庄战斗发生地修建纪念碑。